# 일차 표준 물질
분석화학에서 일차 표준 물질(영어: primary standard)이란, 순도가 높고 용액을 만들었을 시 무게 오차가 적어 예상한 농도와 거의 동일한 농도의 용액을 만들 수 있는 물질을 말한다.
예를 들어 산 염기 적정을 위해 어떤 농도의 NaOH 용액을 만들려고 할 때를 가정해 보자. NaOH는 조해성이 있어 무게를 다는 과정에서 흡수한 수증기에 의해 무게 오차가 생긴다. 따라서 NaOH 용액의 농도는 정확하지 않다. 이처럼 대부분의 물질은 보관, 무게 다는 과정 중에 공기와 반응하거나 조성이 변하여 정확한 농도의 용액을 만드는 것이 불가능하다. 따라서 화학적으로 변질되지 않고 순수한 상태로 남아있는 물질(1차 표준 물질)을 이용하여 농도가 정확한 용액을 만들어 적정하면 조해성이나 공기와의 반응 등으로 인한 농도의 오차를 보정할 수 있다.

## 조건
일차 표준 물질이 되기 위한 조건으로는
1. 정제하기 쉬워야 한다.
2. 흡수, 풍화, 공기 산화 등의 성질이 없고 오랫동안 보관하여도 변질되지 않아야 한다.
3. 반응이 정량적으로 진행되어야 한다.
4. 되도록 당량 중량이 커서 측량 오차를 감소시킬 수 있어야 한다.
5. 불순물의 양이 적어야 한다.

## 종류
대표적인 일차 표준 물질로는 다음과 같은 것들이 있다.
- 프탈산 수소칼륨(KHP)
- 요오드산 수소칼륨
- 술포살리실산 겹염
- 설파민산
- 트리스하이드록시메틸아미노산메탄
- 산화수은
- 옥살산나트륨

## 같이 보기
- 기술 표준

## 참고 문헌
- Daniel.C.Harris,《Quantitative Chemical Analysis》,7th ed, W.H.Freeman